# Эхмарках (король Дублина)
Эхмарках мак Рагнайлл (Маргад Рагнальдссон; ирл. Echmarcach mac Ragnaill; умер в 1064 или 1065) — король Дублина (1036—1038, 1046—1052), король Мэна, Гебридских островов и частично Галлоуэя (1052—1061), сын либо Рагнайла, сына Олава III Кварана, либо Рагнайла, короля Уотерфорда.

## Биография
Отец Рагналла — Маргад — иногда отождествляется с Рагналлом мак Рагнайллом, королём Уотерфорда, убитым в Дублине в 1031/1035 году, или Рагнальдом Гутфридссоном (ирл. Рагналлом мак Готфрайдом) (ум. 1004/1005), королём Островов. Историк Шон Даффи считал, что он был потомком короля Уотерфорда Ивара, а другие историки Бенджамин Хадсон и Колман Этчингем утверждают, что он был внуком Гудрёда Харальдссона (Гофрайда мак Аральта) (ум. 989), короля Мэна и Островов.
В 1036 году после отречения от власти Ситрика Шёлкобородого Эхмарках мак Рагнайлл при поддержке верховного короля Ирландии Доннхада мак Бриайна захватил власть в скандинавском королевстве Дублине, где правил два года.
Эхмарках мак Рагнайлл был союзником и родственником короля Мунстера Доннхада мак Бриайна, который в 1022—1064 годах являлся верховным королём Ирландии. В 1032 году Доннхад женился на Кат инген Рагналл, сестре Эхмаркаха.
В 1038 году Эхмарках был изгнан из Дублина Иваром III Харальдссоном (ирл. Имаром мак Аральтом). В 1046 году Эхмарках вторично захватил королевский трон в Дублине, изгнав из города Ивара III. На пике своего могущества под властью Эхмаркара находились Дублин, остров Мэн, Гебридские острова и частично область Галлоуэй в Шотландии.
В 1052 году Эхмарках мак Рагнайлл был изгнан из Дублина королём Лейнстера Диармайтом мак Маэлом-на-м-Бо, который утвердил королём в Дублине своего старшего сына и соправителя Мурхада мак Диармайта (ум. 1070). В 1061 году дублинский король Мурхад мак Диармайт захватил и подчинил своей власти остров Мэн.
Согласно «Англосаксонским хроникам» принято считать, что Эхмарках мак Рагнайлл был одним из трёх крупных королей Северо-Запада (другими двумя были Малькольм II, король Шотландии, и Кнуд Великий, король Дании, Англии и Норвегии.
По данным ирландских анналов («Анналы Инишфаллена», «Анналы Лох Ки», «Анналы Ульстера»), Эхмарках мак Рагнайлл, вероятно, в 1064 году сопровождал своего старого союзника, верховного короля Ирландии и короля Мунстера Доннахада мак Бриайна, во время его паломничества в Рим. Поздний ирландский хронист XII века Мариан Скот (ум. 1082) сообщает о смерти Доннхада и Эхмаркаха в 1065 году.
Согласно своду скандинавских саг «Круг Земной», викинг Гутторм Гуннихильдссон, племянник норвежского короля Харальда Сурового, совершал морские походы и дружил с дублинским королём Маргадом. В 1052 году Маргад (Эхмарках) и Гутторм совершили совместный разорительный поход на Уэльс. Союзники рассорились из-за дележа награбленной добычу. В бою в проливе Менай Гутторм разбил и убил Маргада. Историк Фрэнсис Джон Бирн писал, что «он уверен, что Маргад соответствует ирландскому имени Мурхад». Возможно, под именем «Маргад» упоминается король Дублина и Мэна Мурхад мак Диармайт. Но ни Эхмарках ни Мурхад не погибли в Уэльсе в 1052 году.